# Патриотизм в Российской империи в начале Первой мировой войны

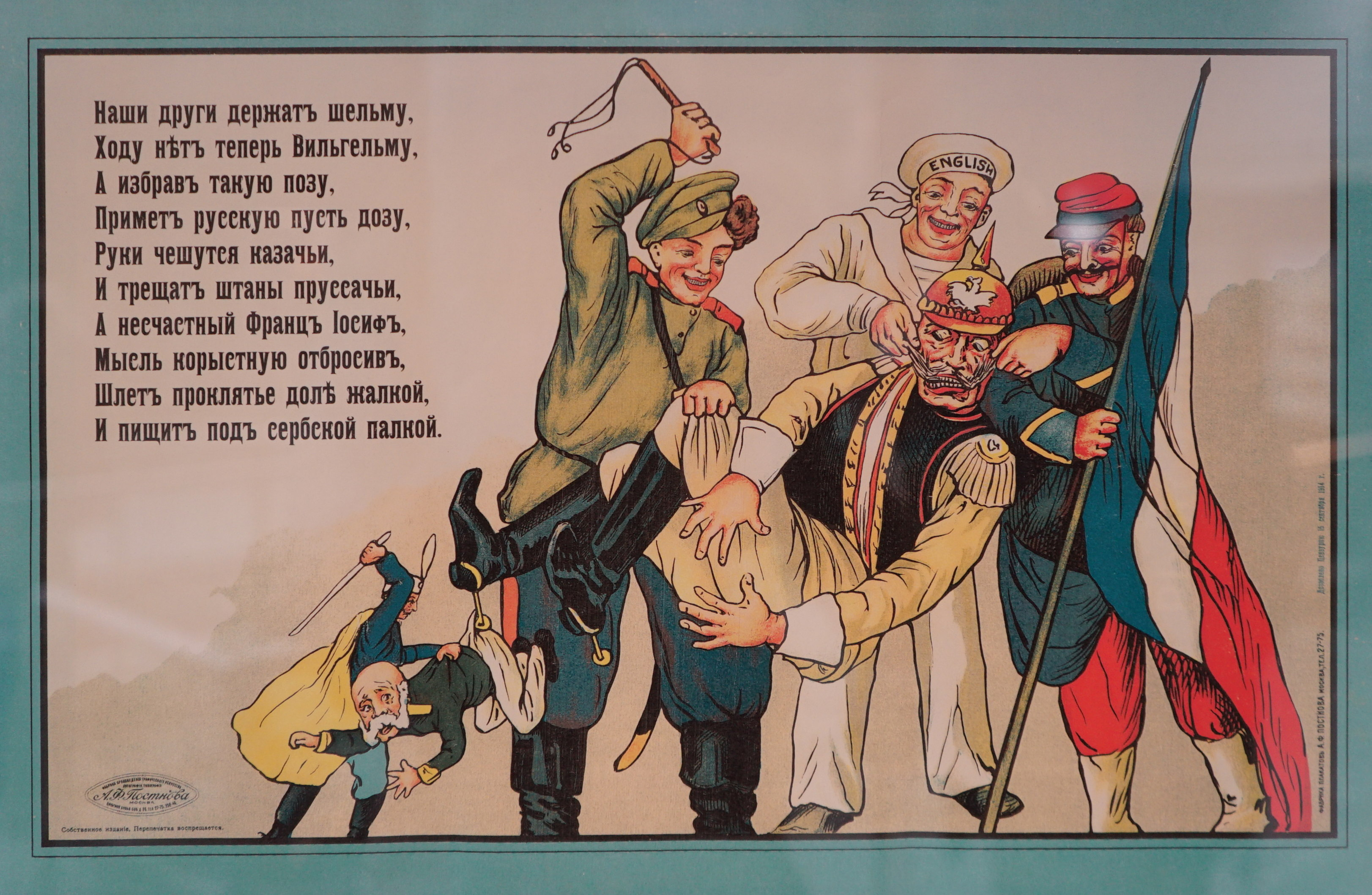
Российский пропагандистский плакат

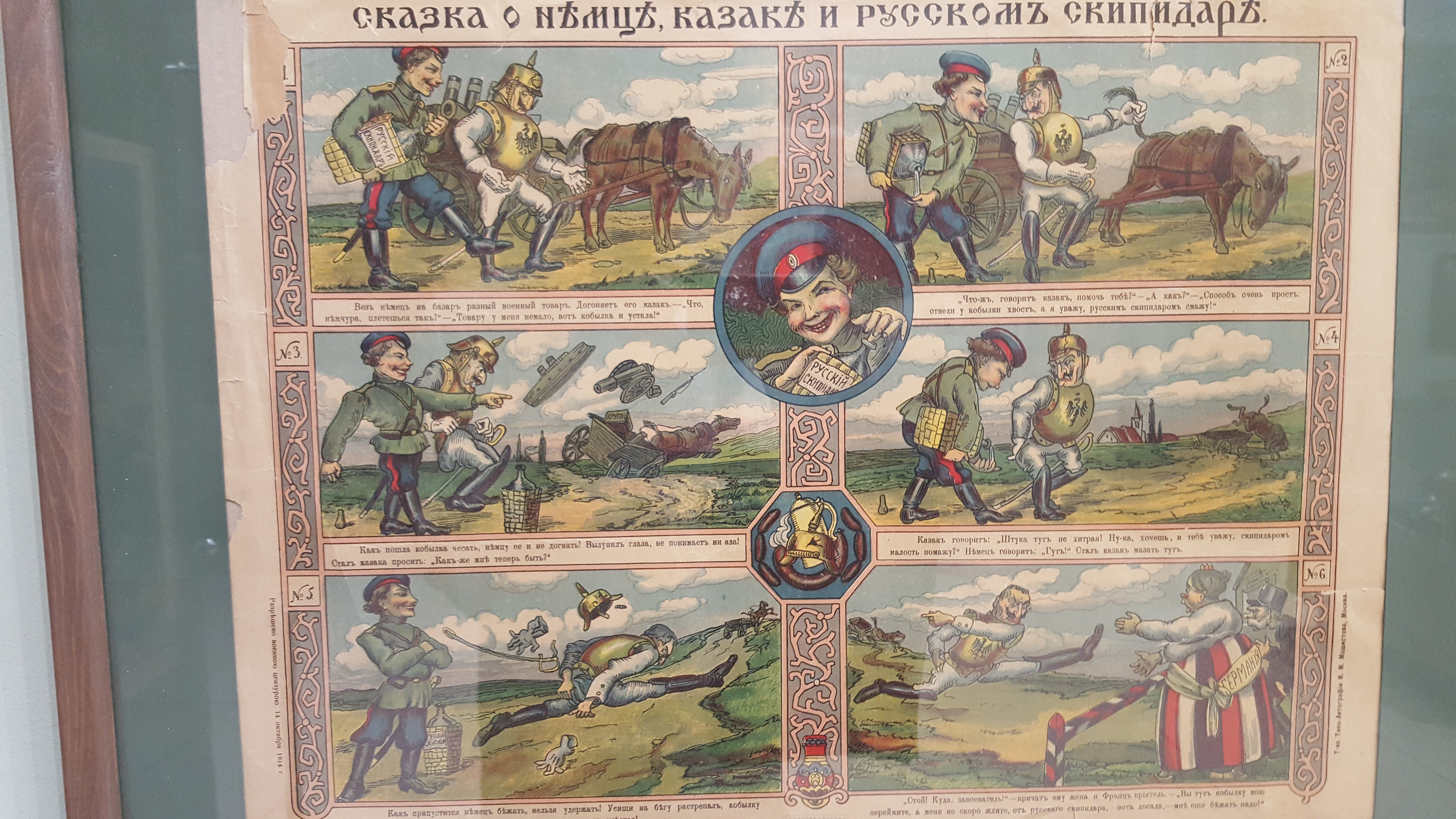
Лубочный комикс 1914 года

Подъем патриотических настроений, получивший распространение во всех слоях общества Российской империи в начале Первой мировой войны, является предметом рассмотрения учёных-историков. Согласно общей оценке историков, на начальном этапе войны наблюдался патриотический подъём, рост патриотических настроений, который характеризовался проявлением верноподданнических чувств к императорской семье Романовых, государю Николаю II, поддержкой государственной политики Российской империи широкими слоями общества.
Как историческое явление оценивается специалистами в качестве такой же составляющей военного потенциала Российской империи в начале Первой мировой войны, как боевая техника, вооружение, боеприпасы и продовольствие.

## Историография
В западной историографии Первой мировой войны вопрос о существовании в европейских державах в 1914 году широкого патриотического подъёма считается дискуссионным.  До 1960—1970-х годов большинство зарубежных исследователей сходилось во мнении, что в начале Первой мировой войны патриотический подъём охватил население всех европейских держав, а современники встретили новую войну с энтузиазмом, однако с конца 1970-х годов такая точка зрения часто начала подвергаться критике. В этот период в западной историографии начал ставиться вопрос сам факт существования патриотического подъёма как повсеместного общественного явления. Ряд исследователей начали писать о «мифе 1914 года», и в новейших исследованиях эта тенденция также получила широкое распространение.
До начала XXI века в советской и российской историографии Первая мировая война рассматривалась преимущественно как фактор, определяющий формирование предпосылок «социалистической революции». В настоящее время исследователи уделяют внимание вопросам взаимосвязи Первой мировой войны с трансформацией общественных взглядов, политического строя, ценностных ориентиров, экономического уклада российского общества.
Ряд современных историков определяет хронологические рамки патриотического подъема в Российской империи с начальным периодом Первой мировой войны (характеризующийся восприятием войны как оборонительной, справедливой), в период с августа 1914 года до этапа отступления Русской императорской армии весной-летом 1915 года, отталкиваясь от хронологии, выдвинутой в 2000 году О. С. Поршневой в диссертации «Менталитет и социальное поведение рабочих, крестьян и солдат России в период Первой мировой войны, 1914—1918 гг.».

### Общие работы
- Борщукова Е. Д. Особенности общественного сознания российских подданных в начальный период Первой мировой войны // Вестник КГУ им. Н. А. Некрасова. — 2010. — № 4. — С. 55—59.
- Купцова И. В. Тема патриотизма в российской художественной культуре в годы Первой мировой войны // Границы. Альманах центра этнических и национальных исследований ивановского государственного университета. — 2008. — С. 70—88.
- Демидова Е. И., Наумов С. Ю., Захаров А. В., Ефимова Е. А. Гуманизм и патриотизм как факторы консолидации российского общества в годы Первой мировой войны // Власть. — 2018. — № 4 (апрель). — С. 64—72.
- Головко А. В. Патриотические кампании в годы Первой мировой войны // Наука. Новое поколение. Успех: материалы II Международной научно-практической конференции: в 2 т. Краснодар, 2021. — 2021. — С. 102—104.
- Смирнова А. М. Патриотические и пацифистские взгляды петербургской интеллигенции в начале Первой мировой войны // XV Петербургские военно-исторические чтения. Всероссийская научная конференция. Санкт-Петербург, 2020. — 2020. — С. 90—100.
- Суслов М. Г. Роль патриотизма в истории России // Интегративная перспектива в гуманитарных науках. — 2018. — № 1. — С. 63—69.
- Юдин Н. В. Патриотический подъем в начале Первой мировой войны // Вестник МГИМО университета. История: к 100-летию первой Мировой войны. — 2014. — С. 17—25.
- Голубин Р. В. Трансформация общественных настроений в России в годы Первой мировой войны // Вестник Нижегородского университета Им  Н. И. Лобачевского. Серия: Отечественная история. — 2002. — С. 92—96.
- Недоступов Д. А. Оценка общественных настроений в период Первой мировой войны 1914—1918 гг. В трудах российских историков // Ученые записки. Электронный научный журнал. История  и археология. — 2018.

### Исследования региональных аспектов
- Шишкина С. Ю. Патриотизм и толерантность: к вопросу об эволюции общественных настроений в годы первой мировой войны (на материалах Зауралья) // Вестник Удмуртского университета. — 2005. — № 7. — С. 192—204.
- Карагодина О. А. Расцвет патриотизма в г. Царицыне в начале Первой мировой войны // Новая наука: стратегии и векторы развития. — 2015. — № 5-2. — С. 105—107.
- Шувалова Ю. Б. Патриотизм как социально-психологическое явление в жизни провинциального сообщества в годы Первой мировой войны (на примере Пермской губернии) // Манускрипт. — Тамбов, 2018. — № 9 (95). — С. 50—54.
- Шилов В. В. Патриотизм в начале Первой мировой войны и сегодня (на примере пермского края) // Власть. — 2015. — № 1. — С. 78—82.
- Дробченко В. А., Черняк Э. И. Патриотические традиции населения Томской губернии в начальный период I мировой войны (1914—1915 гг.) // Вестник Томского государственного университета Культурология и искусствоведение. — 2020. — № 37. — С. 203—211.